# Episodi de L'asso della Manica (sesta stagione)
La sesta stagione della serie televisiva L'asso della Manica, composta da 7 episodi (incluso l'episodio natalizio andato in onda il 26 dicembre 1987) è stato trasmesso dal 2 gennaio al 13 febbraio 1988. In Italia è andata in onda su Rai 2 nel 1989.
| n° | Titolo originale              | Titolo italiano         | Prima TV Regno Unito | Prima TV Italia |
| -- | ----------------------------- | ----------------------- | -------------------- | --------------- |
| 0  | Treasure Hunt                 | Caccia al tesoro        | 26 dicembre 1987     | 1989            |
| 1  | Whatever Lola Wants           | Una dura sfida per Lola | 2 gennaio 1988       | 1989            |
| 2  | Crossed Swords                | Spade incrociate        | 9 gennaio 1988       | 1989            |
| 3  | A Horse of a Different Colour | Un cavallo differente   | 16 gennaio 1988      | 1989            |
| 4  | Burnt                         | Incendio doloso         | 23 gennaio 1988      | 1989            |
| 5  | The Sin of Forgiveness        | Il peccato del perdono  | 30 gennaio 1988      | 1989            |
| 6  | A Man of Sorrows              | Un dolore grande        | 6 febbraio 1988      | 1989            |
| 7  | Private Fight                 | Sfida privata           | 13 febbraio 1988     | 1989            |

## Caccia al tesoro
- Titolo originale: Treasure Hunt
- Diretto da: Robert Tronson
- Scritto da: Rod Beachman

### Trama
Jim indaga sulla morte di un noto ricettatore di diamanti spinto dal suo appartamento a Londra, la vittima aveva visitato il Jersey qualche tempo prima e Scotland Yard e aveva chiesto l'aiuto di Jim.

## Una dura sfida per Lola
- Titolo originale: Whatever Lola Wants
- Diretto da: Nigel Finch
- Scritto da: Brian Finch

### Trama
Jim aiuta una donna e sua madre per sfuggire all'ira di alcuni criminali ansiosi di mettere le mani sul deposito di diamanti rubati. Jim scopre di essere stato lasciato da Susan per il troppo lavoro.

## Spade incrociate
- Titolo originale: Crossed Swords
- Diretto da: David Carson
- Scritto da: Edwin Pearce

### Trama
Jim indaga sul furto di alcune spade di alcuni antenati del proprietario della scuola di scherma che accusa due fratelli di averle rubate, ma poco dopo lo stesso proprietario della scuola viene ucciso.

## Un cavallo differente
- Titolo originale: A Horse of a Different Colour
- Diretto da: Matthew Robinson
- Scritto da: Rod Beachman

### Trama
Jim indaga sul furto di un prezioso stallone di un noto allevatore per una richiesta di riscatto per tre milioni di sterline, ma sospetta che un altro proprietario di scuderia nonché socio dell'allevatore abbia preso il cavallo e lo abbia spacciato per suo fratello per vincere una corsa prestigiosa.

## Incendio doloso
- Titolo originale: Burnt
- Diretto da: Robert Tronson
- Scritto da: John Fletcher

### Trama
Jim viene incaricato di mantenere i contatti con una squadra del DTI che indaga su un noto finanziere, fuggito dalla stampa londinese per arrivare nella sua casa nel Jersey.

## Il peccato del perdono
- Titolo originale: The Sin of Forgiveness
- Diretto da: Tristan DeVere Cole
- Scritto da: John Collee

### Trama
Jim accetta di aiutare un cacciatore di nazisti e sopravvissuto al campo di concentramento a rintracciare un uomo che ha sterminato la sua famiglia che ora vive a Jersey.

## Un dolore grande
- Titolo originale: A Man of Sorrows
- Diretto da: Geoffrey Sax
- Scritto da: John Fletcher

### Trama
Jim viene inviato a Londra per indagare sull'omicidio di un corriere della droga, e lavora con un sergente della Polizia nonché sua vecchia conoscenza. Ma, Jim crede che il sergente abbia rubato l'eroina durante un'operazione segreta che Crozier stava conducendo a Scotland Yard.

## Sfida privata
- Titolo originale: Private Fight
- Diretto da: Alan Dossor
- Scritto da: Edmund Ward

### Trama
Jim indaga su un'aggressione di uno dei pesi massimi di un estorsore, e durante le indagini Jim viene sospeso dopo essere indotto con l'inganno a sembrare ubriaco.